# Sjevernoluzonski jezici
Sjevernoluzonski jezici, velika skupina filipinskih jezika s otoka Luzona, Filipini. Obuhvaća (52) jezika, po ranijim podacima 56.
a. Arta (1): arta
b. Ilocano (1): ilocano
c. Mezokordiljerski (34):
c1. Alta (2): sjeverni alta, južni alta
c2. Južni-centralni kordiljerski (32):
a. Centralnokordiljerski (24):
a1. Isinai (1): isinai,
a2. Sjeverni centralni kordiljerski (23):
a. Kalinga-Itneg (14):
a1. Itneg (5): binongan itneg, inlaod itneg, maeng itneg, masadiit itneg, moyadan itneg,
a2. Kalinga (9): banao itneg, butbut kalinga, limos kalinga, donji tanudan kalinga, lubuagan kalinga, mabaka valley kalinga, madukayang kalinga, južni kalinga, gornji tanudan kalinga,
b. jezgrovni ili nuklearni (9):
b1. Balangaw (1): balangao,
b2. Bontok-Kankanay (4):
a. Bontok (2): centralni bontoc, inallig,
b. Kankanay (2): kankanaey, sjeverni kankanay,
b3. Ifugaw (4): amganad ifugao, batad ifugao, tuwali ifugao, mayoyao ifugao
b. Južnokordiljerski jezici (8):
b1. Ilongot (1): ilongot,
b2. Zapadni južnokordiljerski (7):
a. Nuklearni južnokordiljerski (6):
a1.Ibaloy (2): ibaloi, i-wak,
a2. Kallahan (3): keley-i kallahan, kayapa kallahan, tinoc kallahan
a3. Karaw (1): karao,
Pangasinan [pag]
d. Sjevernokordiljerski (16):
d1. Cagayan Valley  (11):
a. Ibanagic (9): faire atta, pudtol atta, pamplona atta, ibanag, itawit, yogad.
a1. Gaddang (3): gaddang, ga'dang, centralni cagayan agta
b. Isnag (2): adasen, isnag,
d2. sjeveroistočni luzonski (5): casiguran dumagat agta, dicamay agta, dupaninan agta, kasiguranin, paranan.
Po starijim podacima, sjevernoluzonskoj skupini pripadalo ih je (56):
a. Arta (1) : arta;
b. Ilocano (1): ilocano;
c. sjeverni kordiljeri/Northern Cordilleran (21):
c1. Dumagat (9):
a. sjeverni (6): casiguran dumagat agta, central cagayan agta, dicamay agta, dupaninan agta, kasiguranin, paranan;
b. južni (3): alabat island agta, camarines norte agta, umiray dumaget agta;
c2. Ibanagic (12):
a. Gaddang (2): ga'dang, gaddang;
b. Ibanag (7): faire atta, ibanag, itawit, pamplona atta, pudtol atta, villa viciosa agta, yogad;
c. Isnag (2): adasen itneg, isnag;
moyadan itneg;
d. južni-centralni kordilljeri/South-Central Cordilleran (33):
d1. Alta (2): sjeverni alta i južni alta;
d2. centralni kordiljeri/Central Cordilleran (23):
a. Isinai (1): isinai;
b. Kalinga-Itneg (13): 
b1. Itneg (4): binongan itneg, inlaod itneg, maeng itneg, masadiit itneg;
b2. Kalinga (9): banao itneg, butbut kalinga, donjotanudanski kalinga (lower tanudan kalinga),  gornjotanudanski kalinga, južni kalinga, limos kalinga, lubuagan kalinga, mabaka valley kalinga, madukayang kalinga;
c. Nuclear Cordilleran (9): 
c1. Balangao (1): balangao;
c2. Bontok-Kankanay (4);
a. Bontok (2): centralni bontoc, finallig;
b. Kankanay (2): sjeverni kankanay, kankanaey;
c3. Ifugao (4): amganad ifugao, batad ifugao, tuwali ifugao, mayoyao ifugao;
d3. južni kordiljeri/Southern Cordilleran (8):
a. Ilongot (1): ilongot;
b. Pangasinic (7): 
b1. Benguet (6): 
a. Ibaloi-Karao (2): ibaloi, karao;
b. Iwaak (1): i-wak;
c. Kallahan (3): keley-i kallahan, kayapa kallahan, tinoc kallahan;
pangasinan

## Vanjske poveznice
- Ethnologue (14th)
- Ethnologue (15th)